# 瓦爾肯 (密蘇里州)
瓦爾肯（英語：Vulcan）是位於美國密蘇里州艾昂縣的非建制地區。

## 歷史
瓦爾肯的郵局自1895年營運至今。

## 地理
瓦爾肯所處的海拔為高於海平面169米（即554英呎），而該地所採用的時區為UTC-6，即北美中部時區（CST）。同時該地設有夏令時間，為UTC-6調快一小時，即UTC-5（CDT）。